# Aristakes I.
Aristakes I., auch Aristarkes Parthev (der Parther) genannt, (armenisch Սբ. Արիստակես Ա. Պարթև) (* um 261; † 327/333) war von 320/325 bis 327/333 nach Chr. als Nachfolger von Gregor dem Erleuchter der zweite Katholikos (Patriarch) der Armenischen Apostolischen Kirche. In dieser Kirche wird er als Heiliger verehrt.

## Herkunft
Aristakes entstammte der Familie der Suren-Pahlav, einer Nebenlinie der Arsakiden, die Großkönige von Persien und von 54 bis 428 n. Chr. Könige von Armenien waren.
Er war der jüngere Sohn seines Vaters, des heiligen Gregors des Erleuchters. Dieser war der erste Katholikos (Patriarch) der Armenischen Apostolischen Kirche, wobei es ihm gelang, Armenien mit Hilfe des von ihm bekehrten Königs (Tiridates III) zum ersten christlichen Staat zu machen, der daher als Apostel Armeniens verehrt wird.
Von seiner Mutter, einer christlichen Frau, ist nur der Vorname, Mariam, nicht aber die Herkunft bekannt.

## Leben
Aristakes wuchs in Caesarea in Kappadokien (heute Kayseri in der Türkei) auf, wurde dort geistlich erzogen und zum Priester geweiht. Später wurde er dort auch zum Bischof geweiht und wirkte zunächst als Koadjutor seines Vaters. Aristarkes wurde von seinem Vater jedoch zu seinem Nachfolger bestimmt, wodurch ein System der Erblichkeit der höchsten geistlichen Funktion begründet wurde, indem das Amt des Katholikos bis 439 von Mitgliedern der Familie der Gregoriden (Nachkommen des heiligen Georg des Erleuchters) ausgeübt wurde.
Aristakes folgte – je nach Quelle – im Jahr 320 oder 325 als zweiter Katholikos der Armenischen Apostolischen Kirche auf seinen Vater, nachdem sich dieser von seinen Ämtern zurückgezogen hatte, um sein Leben in Einsamkeit zu beenden – zuletzt (331 n. Chr.) in einer Höhle am Fuß des Berges Sebuh in Oberarmenien – wo er nach einigen Jahren (325?) starb.
Aristakes bemühte sich als Oberhaupt der Armenischen Kirche erfolgreich, das Christentum nicht nur in Armenien, sondern auch im Kaukasus und in Anatolien zu stärken.
Von Tiridates III., König von Armenien (285 – c. 330) genannt „der Große“ oder auch „der Heilige“, da er die materiellen Grundlagen der armenischen Kirche schuf, wurde Aristakes – der Enkel des Anak Suren-Pahlav, der dessen Vater, König Chosrow II. (Tiridates II.) um 252 ermordet hatte – 325 als Vertreter Armeniens zum ersten ökumenischen Konzil der christlichen Kirche, dem Ersten Konzil von Nizäa (20. Mai – 25. Juli 325) entsandt. Dort ging es primär um die Beilegung des in Alexandria ausgebrochenen Streites mit dem Arianismus über die Natur Christi und um die Formulierung des nicäanischen Glaubensbekenntnisses. Für König Tiridates ging es dabei wohl auch um die Festigung der Beziehungen zum Römischen Reich und zu Kaiser Konstantin I. „dem Großen“, indem er sich von der Unterstreichung der Gemeinsamkeit der Religion auch eine Konsolidierung seiner Herrschaft erwartete.
Von Aristakes ist kein konkreter Beitrag zu den Beratungen des Konzils bekannt, er wird jedoch in den Akten des Konzils unter den anwesenden Kirchenvertretern als Aristanes bzw. Aristakios vermerkt.
Trotz der Bemühungen des Patriarchen war die Christianisierung noch weit davon entfernt, den Widerstand der Masse der ländlichen Bevölkerung oder den der Vertreter des Feudaladels überwunden zu haben, da sich diese auf das alte einheimische Heidentum stützten, um sich der Macht des Königs und dem Einfluss der Kirche zu widersetzen. Dies ging so weit, dass das Haupt der armenischen Kirche, der Katholikos St. Aristakes um 333 von einem Adeligen im Bezirk Dzophq (Sophanene) ermordet wurde.

## Ehe und Kinder
Aristakes war mit einer Frau verheiratet, deren Namen und Herkunft unbekannt sind. Mit ihr hatte er zumindest zwei Söhne.:
- Grigoris (Gregor), Patriarch von Iberien (317 – 335).
- Yousik, Katholikos der Armenischen Apostolischen Kirche (342 – 348)